# Anima Sound System
Az Anima Sound System 1993-ban Szombathelyen alakult népzenei és alternatívan kevert stílusú akusztikus együttes.
Zenéjük egyedi keveréke a kelet-európai népzenének és a modern műfajoknak. Az együttes hamar erős kapcsolatot hozott létre a budapesti underground rádióval, a Tilossal.

## Története
Az első nemzetközi fellépésük Bécsben volt, 1996-ban a Soundsfair Fesztiválon (az egyetlen kelet-európai együttesként) olyan nevekkel együtt, mint a  Red Snapper, a Goldie és a Nightmares on Wax. 1997-ben léptek fel először a Sziget Fesztiválon.
A Himnusz újrakeverésével, amelyet a Bujdosó című lemezen jelentettek meg, és amelyet élőben adtak elő a Tilos Rádió 2000. évi szilveszteri adásában, heves vitákat váltottak ki az ezredforduló körüli magyar közbeszédben.
Zenei stílusuk a korábbi acid jazzből változott át egy szervesebb világzenévé. Németh Juci és Prieger Fanni énekelték a formáció populárisabb hangzású dalait.
Az Anima Sound System több tagcserén ment keresztül a megalakulása óta, és sok vendégénekes, zenész is megfordult a csapatban. Csak Prieger Zsolt és Prieger Szabolcs maradt meg az eredeti felállásból, amelyben benne volt még Bognár Szilvia és DJ Cadik is.
Miután körbeturnézták Kelet-Európa városait és fővárosait – csak Prágában nyolcszor léptek fel – felkeltették Nyugat-Európa érdeklődését, és ily módon jutottak a berlini Glasshausba, és a párizsi Divan du Monde-ban is.
Az együttes 2023-ban Weöres Sándor-díjat kapott.

## Diszkográfia
- Anima001 (1994) on Trottel Records
- Shalom (1995) released by the artist
- Hungarian Astronaut (1996) on Ko Records
- Anima (1997) on KO Records
- Közel a Szerelemhez (1999)
- Mariguána Cha-Cha-Cha EP (1999)
- Bujdosó EP (2000)
- Gipsy Sound Clash (2000) on Hungaroton
- Aquanistan (2003) on EMI
- We Strike (2006) on CLS Records
- Tedd a napfényt be a számba (2010) on Narrator Records
- Gravity and Grace (2014)
- Shalom - 20th Anniversary edition (2015) on KO Records
- Hungarian Astronaut - 20th Anniversary edition (2016) on KO Records

## Fordítás
- Ez a szócikk részben vagy egészben az Anima Sound System című angol Wikipédia-szócikk ezen változatának fordításán alapul.  Az eredeti cikk szerkesztőit annak laptörténete sorolja fel. Ez a jelzés csupán a megfogalmazás eredetét és a szerzői jogokat jelzi, nem szolgál a cikkben szereplő információk forrásmegjelöléseként.

## Külső hivatkozások
- Music.hu
- Myspace.com
- Itthon.pardey.org